# W dni komety
W dni komety (tyt. oryg. In the Days of  the Comet) – powieść fantastyczna (utopijna) autorstwa Herberta George’a Wellsa, opublikowana w języku angielskim w 1906, a w tłumaczeniu na język polski w 1911.

## Fabuła
Książka jest podzielona na trzy części: Kometa, Zielone opary, Nowy świat.
W Księdze I William („Willie”) Leadford, pracownik biurowy w garncarni Rawdona w Clayton, rezygnuje z pracy w momencie recesji gospodarczej spowodowanej przez dumping cen, który uderza w przemysłową Wielką Brytanię. Leadford nie jest w stanie znaleźć innej pracy. Wraca do życia studenta, a jego życie emocjonalne jest zdominowane przez przywiązanie do Nettie Stuart, córki głównego ogrodnika wdowy po bogatym panu Verrallu z wioski Checkshill Towers. Leadford zostaje socjalistą za sprawą swojego przyjaciela Parloada, następnie obwinia niesprawiedliwość klasową za nędzne warunki życia, w których żyje on i jego matka. Data akcji jest nieokreślona.
Kiedy Nettie porzuca Leadforda dla syna i spadkobiercy rodziny Verrallów, Leadford kupuje rewolwer, chcąc zabić ich i siebie. W miarę rozwoju akcji, kometa z „bezprecedensowym pasmem zieleni” pojawia się stopniowo na niebie, aż w końcu staje się jaśniejsza niż Księżyc. Gdy Leadford ma zamiar zabić swoich rywali, zielona kometa wnika w ziemską atmosferę i rozpada się, powodując usypiającą zieloną mgłę.
Księga II otwiera się przebudzeniem Leadforda, w którym jest on świadomy piękna świata, a jego stosunek do innych cechuje szczodre uczucie braterstwa. Te same skutki występują u każdego człowieka, co odpowiednio reorganizuje ludzkie społeczeństwo. Przypadkowo Leadford zapoznaje się z ministrem gabinetu premiera i na krótko zostaje jego sekretarzem.
Księga III zaczyna się od intensywnej dyskusji prowadzonej przez Verralla, Leadforda i Nettie na temat ich przyszłości. Chociaż Nettie chce ustanowić trójkąt, Leadford i Verrall odrzucają ten pomysł, a Leadford poświęca się swojej matce aż do jej śmierci. W końcu Leadford poślubia Annę, która pomagała opiekować się jego matką, i mają syna; ale wkrótce potem Nettie kontaktuje się z ponownie z nim.
W epilogu 72-letni Leadford ujawnia, że on, Nettie, Verrall i Anna byli od tego czasu bardzo ze sobą blisko. 

## Recenzje powieści
Otwarte poparcie Wellsa dla poliamorycznej miłości pod koniec W dni komety wywołało pewien skandal. Różne organizacje zajmujące się ochroną moralności publicznej, w tym YWCA i Armia Zbawienia wypowiedziały się przeciwko tej książce, podobnie jak kilku wpływowych recenzentów.

## Polskie wydania
- W dni komety, Chicago 1911, tłum. S. Jesien
- W dni komety, Warszawa 2018, tłum. S. Jesien